# Presidenti del Consiglio regionale dell'Aquitania
Il presidente del Consiglio regionale dell'Aquitania (in francese Président du conseil régional d'Aquitaine) era il capo del governo dell'ex regione francese dell'Aquitania e il capo del suo Consiglio regionale.

## Elenco
| Mandato                            | Presidente | Presidente            | Partito | Partito                                                                       |
| ---------------------------------- | ---------- | --------------------- | ------- | ----------------------------------------------------------------------------- |
| 4 gennaio 1974 – 23 gennaio 1979   |            | Jacques Chaban-Delmas |         | Unione dei Democratici per la Repubblica poi Raggruppamento per la Repubblica |
| 23 gennaio 1979 – 27 novembre 1981 |            | André Labarrère       |         | Partito Socialista                                                            |
| 27 novembre 1981 – 15 aprile 1985  |            | Philippe Madrelle     |         | Partito Socialista                                                            |
| 15 aprile 1985 – 17 giugno 1988    |            | Jacques Chaban-Delmas |         | Raggruppamento per la Repubblica                                              |
| 1988 (ad interim)                  |            | Jean François-Poncet  |         | Unione per la Democrazia Francese                                             |
| 11 luglio 1988 – 27 marzo 1992     |            | Jean Tavernier        |         | Raggruppamento per la Repubblica                                              |
| 27 marzo 1992 – 20 marzo 1998      |            | Jacques Valade        |         | Raggruppamento per la Repubblica                                              |
| 20 marzo 1998 – 31 dicembre 2015   |            | Alain Rousset         |         | Partito Socialista                                                            |